# Ea Blang
Ea Blang là một xã cũ thuộc thị xã Buôn Hồ, tỉnh Đắk Lắk, Việt Nam.

## Địa lý
Xã Ea Blang nằm ở phía đông thị xã Buôn Hồ, có vị trí địa lý:
- Phía đông giáp xã Ea Drông và huyện Krông Năng
- Phía tây giáp phường An Lạc và phường Thiện An
- Phía nam giáp phường Thống Nhất và xã Ea Siên
- Phía bắc giáp huyện Krông Búk.

Xã Ea Blang có diện tích 30,43 km², dân số năm 2022 là 3.406 người, mật độ dân số đạt 111 người/km².

## Lịch sử
Trước đây, Ea Blang là một xã thuộc huyện Krông Búk.
Ngày 17 tháng 1 năm 1984, Hội đồng Bộ trưởng ban hành Quyết định 13-HĐBT về việc thành xã Ea Blang thuộc huyện Krông Búk trên cơ sở tách một phần diện tích và dân số của xã Đoàn Kết.
Ngày 26 tháng 5 năm 1992, Ban Tổ chức Chính phủ ban hành Quyết định số 313-TCCP về việc thành lập xã Ea Siên trên cơ sở điều chỉnh 100 ha diện tích tự nhiên của xã Ea Blang.
Sau khi điều chỉnh địa giới, xã Ea Blang còn lại 3.910 ha diện tích tự nhiên với 3.232 nhân khẩu; bao gồm 3 Hợp tác xã: Buôn Trinh, Quyết Tiến, Mark.
Ngày 23 tháng 12 năm 2008, Chính phủ ban hành Nghị định 07/NĐ-CP. Theo đó:
- Chuyển xã Ea Blang về thị xã Buôn Hồ mới thành lập
- Điều chỉnh 813,2 ha diện tích tự nhiên của xã Thống Nhất về xã Ea Blang quản lý
- Điều chỉnh 194,2 ha diện tích tự nhiên của xã Ea Blang về xã Ea Đê quản lý
- Điều chỉnh 724 ha ha diện tích tự nhiên và 3.846 người của xã Ea Blang để thành lập các phường An Lạc và Thiện An.

Sau khi điều chỉnh địa giới hành chính, xã Ea Blang có 3.039,64 ha diện tích tự nhiên và 2.820 người.
Ngày 20 tháng 12 năm 2021, HĐND tỉnh Đắk Lắk ban hành Nghị quyết số 42/NQ-HĐND về việc sáp nhập thôn Tân Hòa, thôn Tân Lập và thôn Tân Tiến thành thôn Tân Hợp.
Ngày 28 tháng 9 năm 2024, Ủy ban Thường vụ Quốc hội ban hành Nghị quyết số 1193/NQ-UBTVQH15 về việc sắp xếp đơn vị hành chính cấp xã của tỉnh Đắk Lắk giai đoạn 2023 – 2025 (nghị quyết có hiệu lực từ ngày 1 tháng 11 năm 2024). Theo đó:
- Điều chỉnh 10,73 km² diện tích tự nhiên và 2.911 người của xã Ea Blang (gồm toàn bộ diện tích và dân số thôn Tân Hợp, Quyết Thắng, Đông Xuân và một phần diện tích và toàn bộ dân số của buôn Tring 4 thuộc xã Ea Blang) vào xã Ea Drông.
- Điều chỉnh 19,70 km² diện tích tự nhiên và 495 người phần còn lại của xã Ea Blang (gồm toàn bộ diện tích và dân số buôn Trang và một phần diện tích buôn Tring 4 thuộc xã Ea Blang) vào xã Ea Siên.